# Iván Espinoza Bardavid
Iván Espinoza Bardavid es un ingeniero y político chileno, fue delegado presidencial provincial de la Provincia de Limarí en el segundo gobierno de Sebastián Piñera y ex-seremi de Gobierno de la Región de Coquimbo en el primer gobierno del mismo mandatario.

## Estudios y carrera política
Espinoza se tituló en ingeniería en ejecución electrónica de la Universidad Católica del Norte. Además, posee tres diplomados sobre Recursos Humanos y Alta Gerencia Pública y un Magíster en Administración de Educación Superior con Mención en Políticas y Planificación Universitaria de la Universidad Federal de Santa Catarina de Brasil.
Su carrera política comienza en 2010 cuando es nombrado Secretario Regional Ministerial de Gobierno de la Región de Coquimbo en el primer gobierno de Sebastián Piñera, cargo en que se mantuvo hasta el final de su mandato, siendo uno de los seis SEREMIS en alcanzar dicho hito.
Posteriormente, en 2019, es nombrado Gobernador de la Provincia de Limarí en virtud de la renuncia de Darío Molina Sanhueza. Hasta antes de su nombramiento, Espinoza se desempeñaba como Director de Control en la Municipalidad de Río Hurtado.